# سنگ (نشریه)
نخستین شماره فصل نامه ادبی سنگ در سال ۱۹۹۵ میلادی به کوشش حسین نوش آذر و زیر نظر بهمن فرسی انتشار یافت. از شماره دوم بهروز شیدا، دبیری بخش نقد و [عباس صفاری] دبیری بخش شعر را به عهده گرفتند و به زودی فصل نامه سنگ به یکی از فصل نامه‌های معتبر ادبی در خارج از ایران مبدل گشت. مهمترین ویژگی فصل نامه سنگ در آن زمان این بود که با تأکید بر ادبیات مهاجرت سلیقه‌های گوناگون ادبی را بازتاب می‌داد.
چهار شماره نخست این فصل نامه توسط نشر باران در سوئد منتشر می‌شد و شماره‌های بعدی با یاری بنیاد کیان در آمریکا انتشار یافت. انتشار این فصل نامه تا سال ۲۰۰۱ م ادامه یافت.